# Efecte de proximitat (electromagnètica)

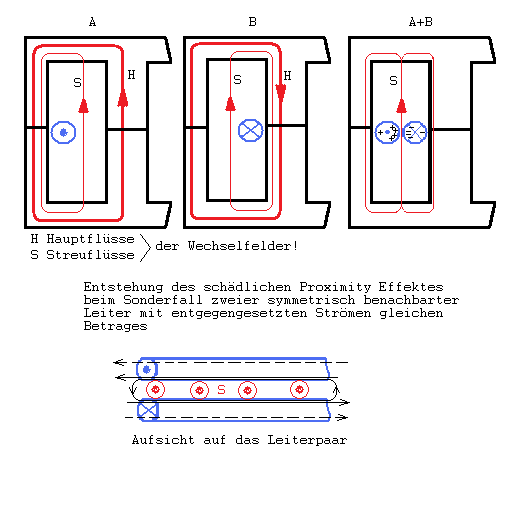
Origen de l'efecte de proximitat.

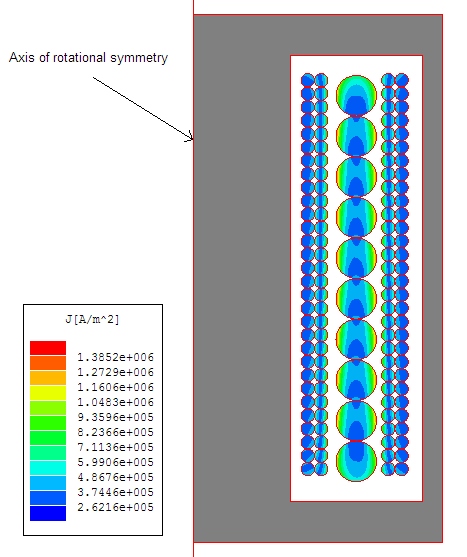
Distribució de corrent dins un transformador.

En electromagnètica, l'efecte de proximitat és una redistribució del corrent elèctric que es produeix en conductors elèctrics paral·lels propers que transporten corrent altern que flueix en la mateixa direcció, fet que fa que la distribució de corrent al conductor es concentri al costat lluny del conductor proper. És causada per corrents de Foucault induïts pel camp magnètic variable en el temps de l'altre conductor. Per exemple, en una bobina de filferro que transporta corrent altern amb múltiples voltes de cable al costat de l'altra, el corrent de cada cable es concentrarà en una tira a cada costat del cable mirant lluny dels cables adjacents. Aquest efecte d'"amuntegament de corrent" fa que el corrent ocupi una àrea de secció transversal efectiva més petita del conductor, augmentant la densitat de corrent i la resistència elèctrica de CA del conductor. La concentració de corrent al costat del conductor augmenta amb l'augment de la freqüència. De la mateixa manera, en conductors adjacents que transporten CA que flueix en direccions oposades, el corrent es redistribuirà al costat del conductor més proper a l'altre conductor.
Un camp magnètic canviant influirà en la distribució d'un corrent elèctric que flueix dins d'un conductor elèctric, per inducció electromagnètica. Quan un corrent altern (CA) flueix a través d'un conductor, crea un camp magnètic altern associat al seu voltant. El camp magnètic altern indueix corrents de Foucault en els conductors adjacents, alterant la distribució global del corrent que hi circula. El resultat és que el corrent es concentra a les zones del conductor més allunyades dels conductors propers que transporten corrent en la mateixa direcció.

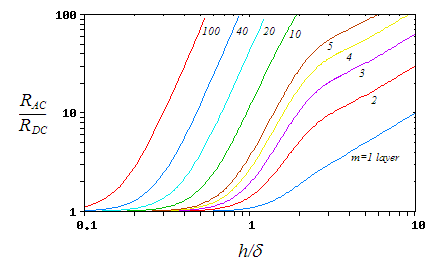
La relació de la resistència de CA a CC d'una part d'un bobinat de cinta a diferents freqüències (δ és la profunditat de l'efecte pel·licular). Es pot veure que augmentar el nombre de capes augmenta dràsticament la resistència a altes freqüències.

L'efecte de proximitat pot augmentar significativament la resistència de CA dels conductors adjacents en comparació amb la seva resistència a un corrent de CC. L'efecte augmenta amb la freqüència. A freqüències més altes, la resistència de CA d'un conductor pot superar fàcilment deu vegades la seva resistència de CC.
La resistència total d'una porció ve donada per
{\displaystyle R_{\text{AC}}=R_{\text{DC}}\left(\operatorname {Re} (M)+{\frac {(m^{2}-1)\operatorname {Re} (D)}{3}}\right)}
- R DC és la resistència DC de la porció
- Re(·) és la part real de l'expressió entre parèntesis
- m nombre de capes a la porció, hauria de ser un nombre enter
- {\displaystyle M=\alpha h\coth(\alpha h)}
- {\displaystyle D=2\alpha h\tanh(\alpha h/2)}
- {\displaystyle \alpha ={\sqrt {\frac {j\omega \mu _{0}\eta }{\rho }}}}
  - {\displaystyle \omega } Freqüència angular del corrent
  - {\displaystyle \rho } resistivitat del material conductor
  - {\displaystyle \eta =N_{l}{\frac {a}{b}}}
    - Nl nombre de voltes per capa
    - una amplada d'un conductor quadrat
    - b amplada de la finestra sinuosa
    - h alçada d'un conductor quadrat